# Frederick Schiller Faust
Frederick Schiller Faust (* 29. Mai 1892 in Seattle Heights, Washington; † 12. Mai 1944 in Latium, Italien) war ein US-amerikanischer Schriftsteller und Drehbuchautor, vor allem im Westerngenre.
Er schrieb unter verschiedenen Pseudonymen wie: Max Brand, George Owen Baxter, Martin Dexter, Evin Evans, David Manning, Peter Dawson, John Frederick und Pete Morland, sowie unter seinem Geburtsnamen. Im deutschsprachigen Raum wurden seine Werke ausschließlich unter dem Pseudonym Max Brand veröffentlicht. Frederick Schiller Faust gehört zu den produktivsten und populärsten amerikanischen Schriftstellern seiner Zeit. Zu seinen Lebzeiten veröffentlichte er über 900 Kurzgeschichten und Romane. Neben Zane Grey gehört er zu den bis heute bekanntesten und erfolgreichsten Westernautoren des 20. Jahrhunderts.

## Biographie
Frederick Schiller Faust war der Sohn von Gilbert Leander Faust und Elizabeth Faust, geb. Uriel. Beide Eltern starben kurz nach seiner Geburt. Er wuchs in Kalifornien auf und schlug sich als Viehtreiber durch. Später besuchte er die Universität Berkeley, wo er auch mit dem Schreiben begann. Als unangepasster und aufsässiger Student wurde er dort nicht zu den Examen zugelassen, worauf er das Studium abbrach und stattdessen ausgiebig zu reisen begann. Die Reiseleidenschaft blieb ihm zeitlebens erhalten.
In den 1910er Jahren veröffentlichte Faust erste Kurzgeschichten in Pulp-Magazinen. Sein Gesuch, als Soldat in den Ersten Weltkrieg ziehen zu dürfen, wurde von der US-Armee abgelehnt. 1917 heiratete er Dorothy Schillig, das Paar bekam zwei Kinder. Seine schriftstellerische Arbeit in verschiedenen Genres wurde immer intensiver und er begann, sich als Autor von Kurzgeschichten einen Namen zu machen. Zu dieser Zeit erfand er seine bekanntesten Figuren: den Western-Charakter Destry aus seinem Roman Destry Rides Again von 1930, und den idealistischen jungen Arzt Dr. Kildare in einer Reihe von Kurzgeschichten. Destry und Dr. Kildare wurden zu Kultfiguren im Film, Radio, Fernsehen und Comic.
Hollywood wurde auf ihn aufmerksam, etwa 1930 engagierte ihn Warner Brothers zeitweilig als Drehbuchautor. Er war einer der erfolgreichsten und am besten bezahlten Autoren seiner Zeit. Etliche seiner Romane und Kurzgeschichten wurden in Hollywood verfilmt, so bereits 1922 sein Roman Alcatraz mit Tom Mix (deutscher Titel: Der Herr der Steppe). Der Roman Destry Rides Again (Destry reitet wieder) wurde im Jahr 1939 mit James Stewart und Marlene Dietrich in den Hauptrollen verfilmt (deutscher Titel: Der große Bluff). 1950 wurde die Verfilmung Rauchende Pistolen (Singing Guns) veröffentlicht, außerdem entstanden im gleichen Jahr Revolverlady (Frenchie), ein Remake von Der große Bluff, sowie Das Brandmal (Branded) nach seinem Roman Montana Rides Again. 1951 folgte mit Der Arm des Bösen eine weitere Adaption. Aus Dr. Kildare machte Metro-Goldwyn-Mayer ab Ende der 1930er-Jahre eine ganze Filmreihe mit Lew Ayres in der Hauptrolle, auch die Fernsehserie Dr. Kildare mit Richard Chamberlain in den 1960er-Jahren erfreute sich großer Popularität.
Trotzdem war Faust mit dem großen kommerziellen Erfolg seiner Schriftstellerei nicht zufrieden. Unter seinem Geburtsnamen veröffentlichte er Gedichte und „ernste“ Literatur, die aber kaum wahrgenommen wurden. Dies setzte dem ohnehin gesundheitlich angeschlagenen Autor sehr zu, er begann zu trinken und wurde zum Alkoholiker. 1938 reiste er nach Italien, um dort zu sterben. In Italien fand Faust neuen Lebensmut, er betätigte sich sportlich, zog in eine große Villa nach Florenz und begann wieder mit dem Schreiben.
Mit Ausbruch des Zweiten Weltkriegs bestand Faust darauf, sich trotz seines Alters aktiv für die Vereinigten Staaten zu engagieren und wurde Kriegsberichterstatter. Den amerikanischen Soldaten war der nach wie vor sehr populäre Autor ein gern gesehener Begleiter. Bei einer dieser Exkursionen geriet er in die Schlacht bei Santa Maria Infante bei Minturno (Latium) und starb im deutschen Kugelhagel. Seine letzte Ruhestätte fand er auf dem Sicily–Rome American Cemetery and Memorial bei Nettuno.

## Werke (Auswahl)
- Black Jack.
  - deutsch: Der schwarze Jack. Heyne, München 1975, ISBN 3-453-20227-9.
- The border bandit.
  - deutsch: Der Grenzbandit. Heyne, München 1980, ISBN 3-453-20405-0.
- Bull hunter.
  - deutsch: Der Riese mit dem schnellen Colt. Heyne, München 1982, ISBN 3-453-20494-8.
- Marble-Face.
  - deutsch: Sein letzter Kampf. Knaur, Berlin 1939.
- The night horseman.
  - deutsch: Schüsse in der Nacht. Heyne, München 1981, ISBN 3-453-20435-2.
- Singing guns.
  - deutsch: Der Freund des Sheriffs. Knaur, Berlin 1939.
- Storm on the range.
  - deutsch: Das Geheimnis des Schafzüchters. Heyne, München 1982, ISBN 3-453-20482-4.
- The trail to San Triste.
  - deutsch: Der Weg nach San Triste. Heyne, München 1985, ISBN 3-453-20583-9.
- The white wolf.
  - deutsch: Der weisse Wolf. Fleig Verlag, Mürlenbach 1982, ISBN 3-924008-05-01.
- Wild freedom.
  - deutsch: Einsam wie der graue Wolf. Heyne, München 1983, ISBN 3-453-20539-1.